# Selección de fútbol sub-15 de Brasil
La selección de fútbol sub-15 de Brasil es el equipo que representa a Brasil compuesto por jugadores menores de 15 años. Es la selección que representa al país en los Juegos Olímpicos de la Juventud y en el Campeonato Sudamericano de Fútbol Sub-15 y es controlada por la Confederación Brasileña de Fútbol (CBF).

## Palmarés
- Campeonato Sudamericano de Fútbol Sub-15
  -  Campeón (5): 2005, 2007, 2011, 2015, 2019
  -  Subcampeón (2): 2009, 2017

## Estadísticas

### Juegos Olímpicos de la Juventud
| Año           | Ronda                                      | Posición                                   | PJ                                         | PG                                         | PE                                         | PP                                         | GF                                         | GC                                         |                                            |
| ------------- | ------------------------------------------ | ------------------------------------------ | ------------------------------------------ | ------------------------------------------ | ------------------------------------------ | ------------------------------------------ | ------------------------------------------ | ------------------------------------------ | ------------------------------------------ |
| Singapur 2010 | Los equipos participantes fueron invitados | Los equipos participantes fueron invitados | Los equipos participantes fueron invitados | Los equipos participantes fueron invitados | Los equipos participantes fueron invitados | Los equipos participantes fueron invitados | Los equipos participantes fueron invitados | Los equipos participantes fueron invitados | Los equipos participantes fueron invitados |
| Nankín 2014   | No clasificó                               | No clasificó                               | No clasificó                               | No clasificó                               | No clasificó                               | No clasificó                               | No clasificó                               | No clasificó                               | No clasificó                               |

### Campeonato Sudamericano de Fútbol Sub-15
| Año            | Ronda            | Posición | PJ | PG | PE | PP | GF | GC |
| -------------- | ---------------- | -------- | -- | -- | -- | -- | -- | -- |
| Paraguay 2004  | Cuartos de final | 5°       | 4  | 2  | 1  | 1  | 11 | 4  |
| Bolivia 2005   | Campeón          | 1°       | 6  | 6  | 0  | 0  | 22 | 6  |
| Brasil 2007    | Campeón          | 1°       | 7  | 5  | 0  | 2  | 16 | 8  |
| Bolivia 2009   | Subcampeón       | 2°       | 7  | 4  | 3  | 0  | 23 | 8  |
| Uruguay 2011   | Campeón          | 1°       | 7  | 6  | 1  | 0  | 25 | 6  |
| Bolivia 2013   | Primera fase     | 5°       | 4  | 1  | 2  | 1  | 4  | 2  |
| Colombia 2015  | Campeón          | 1°       | 6  | 5  | 1  | 0  | 21 | 4  |
| Argentina 2017 | Subcampeón       | 2°       | 7  | 6  | 0  | 1  | 21 | 5  |
| Paraguay 2019  | Campeón          | 1°       | 6  | 4  | 1  | 1  | 15 | 4  |
| Bolivia 2023   | Primera fase     | 5°       | 4  | 1  | 2  | 1  | 7  | 5  |